# Karl von Kügelgen
Karl von Kügelgen, né le 6 février 1772 à Bacharach et mort le 28 décembre 1831 (9 janvier 1832 dans le calendrier grégorien) à Revel, est un peintre allemand, frère jumeau du peintre Gerhard von Kügelgen.

## Biographie
Il étudie au lycée de Bonn avec son frère Gerhard, puis la philosophie à l'université de Bonn à partir de 1789, la même année que Beethoveen. L'année suivante il est étudiant à Francfort et à Wurtzbourg et commence à étudier la peinture. Son frère et lui partent en 1791 pour Rome, grâce à une bourse offerte par le prince-évêque de Cologne et de Bonn, l'archiduc Maximilien-François (frère de Marie-Antoinette). Il y reste cinq ans et part pour Vienne en 1796 avec Andreas Romberg, et plus tard pour Riga.
Il épouse en 1807 Émilie Zoege von Manteuffel. Son fils aîné Constantin (né en 1810) sera aussi peintre.
Il est paysagiste et peintre d'histoire à la cour de Saint-Pétersbourg et membre de l'Académie impériale des beaux-arts et de l'Académie royale des arts de Prusse.
Ses œuvres sont visibles en Russie à Saint-Pétersbourg, en Crimée, en Finlande et en Estonie.

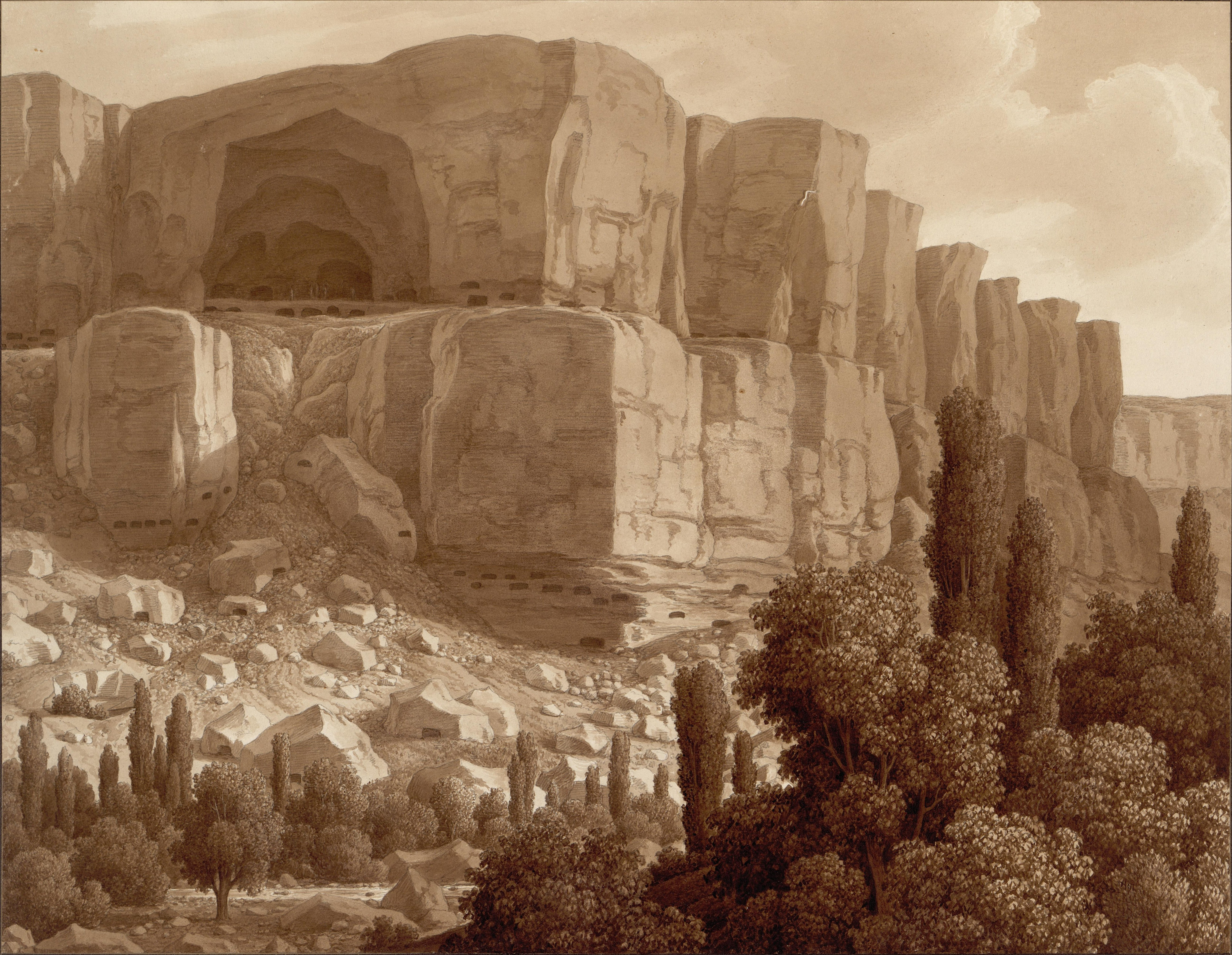
Sur une gravure de 1824 le Katchi-Kalon.
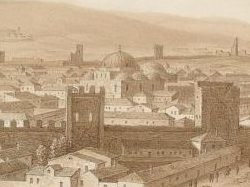
Feodosia.
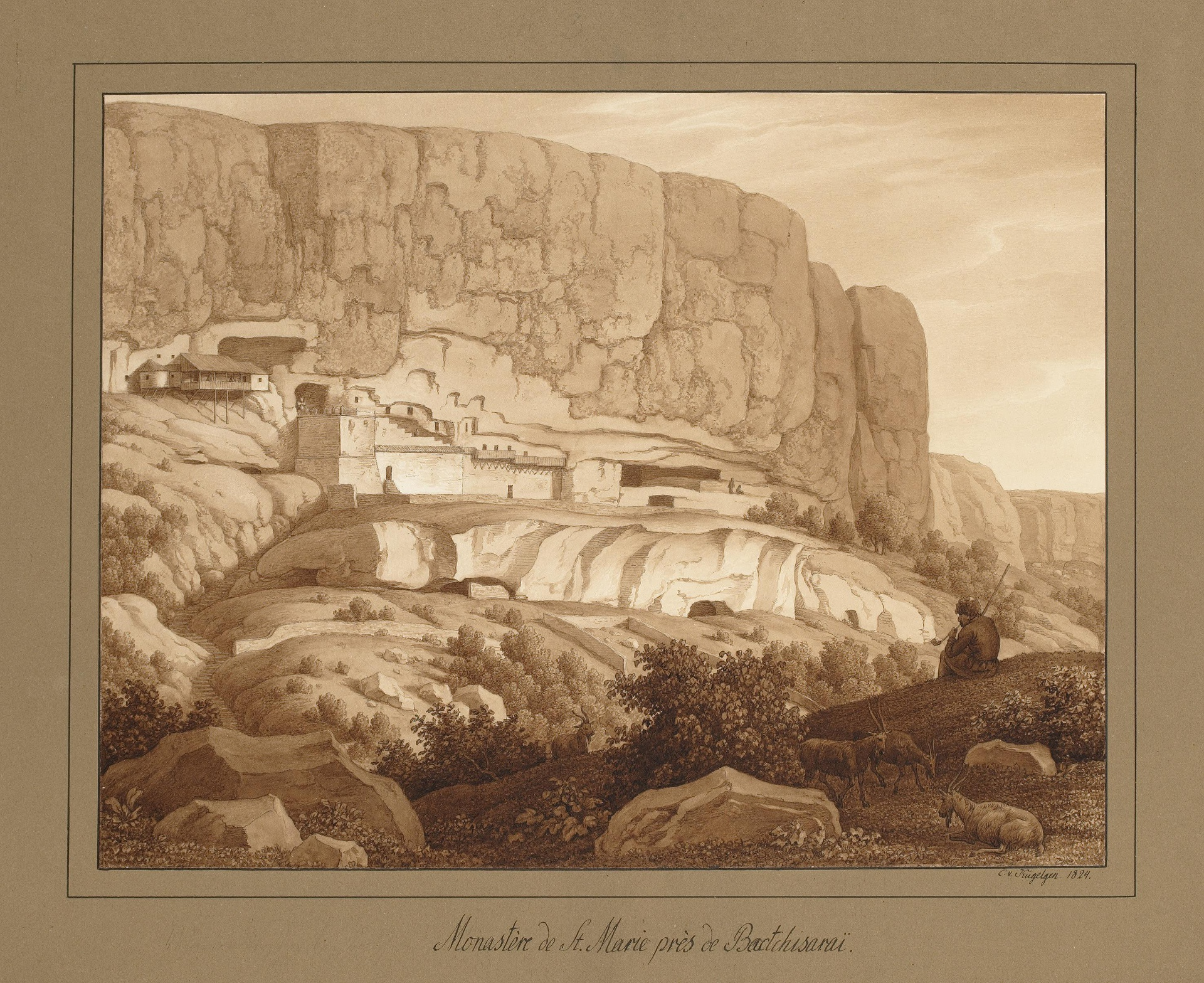
Le monastère troglodyte de Bakhtchyssaraï.